# Années 870 av. J.-C.
Les années 870 av. J.-C. couvrent les années de 879 av. J.-C. à 870 av. J.-C.

## Événements
- 880-841 av. J.-C. : règne de Ben-Hadad Ier, roi d'Aram-Damas[1].

- 879 av. J.-C. :

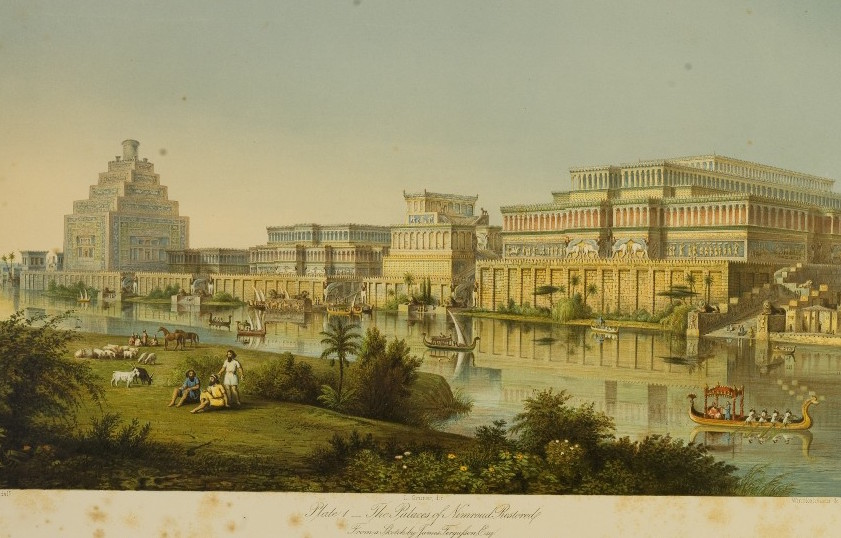
Reconstitution des palais de Nimrud, illustration de 1853.

  - Assurnazirpal II envahit le royaume araméen du Bît Adini[1].
  - construction d’une nouvelle capitale assyrienne à Kalkhu (Nimrud)[2]. Palais d’Assurnazirpal II à Nimrud[1]. Bas-reliefs et statue du roi.
- 878-866 av. J.-C. : campagnes d’Assurnazirpal II en Syrie : Karkemish, plaine de l’Amuq (Pattina, Hatay actuel), vallée de l’Oronte, jusqu’à la Méditerranée, au nord de Tyr et de Sidon. Il rentre en Assyrie, chargé d’un énorme butin[1].
- 877-841 av. J.-C. : règne de Zhou Liwang, dixième roi de la dynastie Zhou en Chine[3]. Il mène un règne tyrannique.

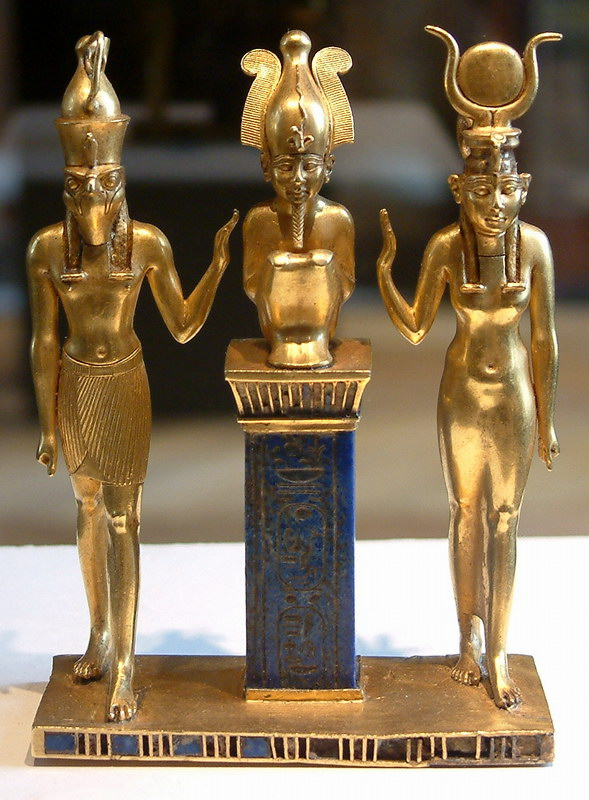
« Triade d'Osorkon II » (Musée du Louvre)

- 874-850 av. J.-C. : règne en Égypte du pharaon Osorkon II. Sous son règne, l’Égypte se heurte à la montée de la puissance assyrienne et appuie la coalition des royaumes syriens pour s’y opposer. La première partie du règne est occupée par un conflit entre Osorkon II et son cousin Harsiesis, grand prêtre d’Amon à Thèbes de 874 à 870, puis roi de Thèbes jusqu'en 860 av. J.-C. [4].

- 874-853 av. J.-C. : règne d’Achab, roi d'Israël[1]. Allié de Tyr par son mariage avec Jézabel, il poursuit la politique de son père Omri. Il se rapproche de Juda et marie sa fille Athalie à Joram, fils de Josaphat. Il achève la construction de Samarie et consolide les fortifications de Megiddo et d’Hatsor pour résister aux Assyriens. Le royaume d’Israël atteint son apogée. Le culte de Baal Melkart est introduit à Samarie par Jézabel, ce qui menace l’unité religieuse d’Israël[5]. La seconde moitié du règne d’Achab est marquée par la sécheresse et la famine. Le prophète Élie le Tishbite, installé dans la région de Galaad, aurait annoncé cette catastrophe. Il parcourt le pays en dénonçant le paganisme de la cour. Au paroxysme de la famine, Élie apparaît devant Achab sur le mont Carmel où il triomphe de 450 prophètes des Baal et restaure l’autel de Yahvé. Il prie pour que la pluie tombe, puis s’enfuit vers Juda à cause de l’inimitié de Jézabel. Élisée lui succède[6].